# オークネット
株式会社オークネット（英: AUCNET INC.）は、東京都港区に本社を置く日本の企業。

## 概要
中古車TVオークション・バイクTVオークション・花きインターネットオークション・中古PCオークション・ブランドオークションなどを運営している。

## 沿革
藤崎眞孝（初代代表取締役。現代表の実父。故人）と福島友利が作った西武モータース商事（現・フレックス自動車販売株式会社）を母体とし、西武線沿線で中古車販売店を展開。その後、中古パソコンショップを展開、中古パソコン店の経営を終了した後は、パソコンに詳しい人材を活用し、衛星回線を使ったビジネスを展開した。
中古車のビジネスで最も重要な「商品の仕入れ」をお店に居ながらにして行える「衛星回線を使ったオートオークション」をスタートさせた。
近年、サービスの通信基盤を衛星＋アナログ回線からインターネットに転換した。またこれまで培ってきた運営ノウハウとシステムを元に、中古車関連以外の他業種への進出も図っている。
- 1984年3月 - 株式会社エフティーエス設立。
- 1984年9月 - （旧）株式会社オークネットに商号変更。
- 1985年6月 - 世界初の中古車TVオークションをスタート。

当時は、オークション開催日までに会員店に出品車の映像情報を記録したレーザーディスクと出品車リストを送り、オークション当日はオークション端末でオークションの応札信号（POS信号）をNTTの地上回線経由で送っていた。
- 1989年8月 - 衛星通信（JCSAT）利用の中古車TVオークションを開始。

出品車リストの送付と出品車情報を衛星通信を利用して配信した。会員店端末からの応札信号等はアナログもしくはISDN回線利用であった。
衛星配信は同根のグループ企業の株式会社フレックスジャパン（現・JBTV株式会社）が担った。
- 1991年9月 - 株式を日本証券業協会の店頭登録銘柄として登録。
- 1993年6月 - 二輪車部門の中古車TVオークションを開始。
- 1996年8月 - 中古車TVオークションをデジタル方式に移行。
- 1997年12月 - 花きTVオークションを開始。
- 2000年5月 - 東京証券取引所第一部に上場。
- 2001年1月 - 現車オークション会場とのライブ中継オークションスタート。
- 2001年3月 - 本社所在地を港区北青山から千代田区三番町に移転。
- 2001年9月 - 中古車代行落札事業会社、株式会社アイオークを設立。
- 2002年6月 - 自動車関連部品・用品卸売り事業会社、株式会社ランマートを設立。
- 2004年11月 - 花きオークション、日本初のブロードバンド・フラワー・オークション開始。
- 2005年3月 - フィンランドのデータ消去ソフト販売会社「Blancco Oy Ltd」と国内独占販売権契約を締結
- 2005年9月 - ニュージーランド向け中古車インターネットリアルタイムオークション開始。
- 2005年12月 - 中古PCオークション「PCαオークション」開始。
- 2006年1月 - 株式会社ソフトクリエイトと共同でシステム開発を専門とする株式会社アドバンスド・コア・テクノロジーを設立。
- 2006年5月 - 中古二輪車インターネットリアルタイムオークション開始。
- 2006年9月 - 仕入れ・小売・業販・買取のポータルサイト「AucNeoStation」サービス開始。
- 2007年4月 - 花きオークション、業界初の「鉢物在宅オークション」開始。
- 2007年7月 - コンシューマー向け中古車検索サイト「オークネット.jp」スタート。CMキャラクターは、ほしのあき。
- 2008年7月 - 衛星通信利用のオークションからインターネットリアルタイムオークションに完全移行。
- 2008年10月 - マネジメント・バイアウト（MBO）により、上場廃止。
- 2008年10月 - 中古ブランド品BtoBオークション「ブランドオークション」開始。
- 2009年5月 - オークネット.jpがYahoo!オークションと連携開始。
- 2010年3月 - オークネットと、データ消去ソフト開発のブランコ社と共同で、株式会社ブランコ・ジャパンを設立。
- 2010年9月 - 中古PCリアルタイムオークション「PCリアル」スタート。
- 2011年4月 - 輸出事業者向け販売支援サイト「AUCNET GLOBAL」開始。
- 2011年9月 - 査定システム「AucPro touch」をリリース。
- 2011年11月 - 株式会社オークネットメディカルを設立。
- 2012年1月　- 親会社のアイ・ディー・エス・ピーが（旧）オークネットを吸収合併し、株式会社オークネットに商号変更。
- 2012年3月 - オートモビル事業部門が情報セキュリティマネジメントシステム（ISMS）の国際規格「ISO/IEC 27001：2005」及び国内規格「JIS Q 27001:2006」の認証を取得。
- 2012年4月 - 花き流通事業部が中国の豊島集団と業務提携。中国での花卉オークションへ参入。
- 2013年9月 - 自動車に関する保証及び保険商品等を扱う株式会社オーク・フィナンシャル・パートナーズを設立。
- 2013年9月 - 深圳市一通旧機動車交易中心有限公司、伊藤忠商事、オリエントコーポレーションと共同で中国の中古車オークション事業に参入。
- 2013年12月 - 本社所在地を千代田区三番町から港区北青山に移転。
- 2016年8月 - 東京証券取引所への上場が承認。
- 2016年9月 - 東京証券取引所への上場を延期。
- 2017年3月 - 東京証券取引所第一部に再上場。
- 2018年7月 - 株式会社ランマートの全株式を阿部商会に譲渡[1]。
- 2020年3月 - 代表取締役社長に藤崎 慎一郎が就任
- 2020年7月 - 株式会社東京砧花き園芸市場をM&A
- 2020年9月 - 株式会社ギャラリーレアをM&A
- 2024年4月 - 株式会社BEENOSから株式会社デファクトスタンダードとJOYLAB株式会社の全株式を取得し、デファクトスタンダードとJOYLABを完全子会社化[2][3]。

## 事業所
- 本社

〒107-8349　東京都港区北青山二丁目5-8　青山OMスクエア （東京メトロ銀座線・外苑前駅4b番出口直結）
- 北海道エリアオフィス

〒061-1127　北海道北広島市新富町西2丁目1-14　ラフィネロジュマン1階
- 東北エリアオフィス

〒980-0013　宮城県仙台市青葉区花京院2-1-61 オークツリー仙台
- 首都圏エリアオフィス

〒107-8349　東京都港区北青山二丁目5-8  青山OMスクエア
- 中部エリアオフィス

〒461-0004　愛知県名古屋市東区葵一丁目1番22号 KT葵ビル6F
- 関西エリアオフィス

〒564-0051　大阪府吹田市豊津町2-30　江坂ナックビル 3F
- 西部エリアオフィス

〒838-0121　福岡県小郡市上岩田1095-6

## 注
1. ↑  “会社概要”. ランマートWEB.   株式会社ランマート. 2021年11月10日閲覧。
2. ↑  株式会社デファクトスタンダード及びJOYLAB株式会社の株式取得（子会社化）に関するお知らせオークネット 2024年2月14日
3. ↑  連結子会社の異動（株式譲渡）に関するお知らせBEENOS 2024年2月14日